# Jane Glover
Dame Jane Alison Glover DBE (* 13. Mai 1949 in Helmsley, Yorkshire) ist eine britische Dirigentin und Musikwissenschaftlerin, die sich insbesondere mit Barockmusik (speziell Barockoper) und Mozart beschäftigt.

## Leben
Glover traf schon in ihrer Jugend als Tochter des Leiters der Monmouth School in Monmouthshire, Wales, Benjamin Britten und Peter Pears wurden für sie zum Vorbild. Sie studierte in Oxford (St. Hugh´s College), wo sie 1975 über Barockoper promoviert wurde (The Teatro Sant' Apollinare and the Development of Seventeenth-Century Venetian Opera) und noch als Studentin die Oper Athalia von Händel aufführte. Aus ihrer Promotion entstand ihre Biographie von Francesco Cavalli (1978). 1975 hatte sie ihr Debüt als Dirigentin beim Wexford Festival mit Cavallis „L´Eritrea“. Ab 1979 war sie beim Glyndebourne Festival engagiert, deren Touring Opera sie 1981 bis 1985 musikalisch leitete. 1984 bis 1991 war sie künstlerische Leiterin der London Mozart Players und dirigierte in den 1980er Jahren verschiedene BBC Produktionen. Seit 2002 leitet sie das „Musique of the Baroque“ Ensemble in Chicago. Sie dirigierte außerdem zum Beispiel im Royal Opera House (Covent Garden), der Berliner Staatsoper, English National Opera, Teatro La Fenice, New York City Opera, der königlich dänischen Oper. Seit den 1980er Jahren in Glyndebourne widmet sie sich vor allem Mozart Opern. Sie dirigiert aber auch nach wie vor Barockopern zum Beispiel von Monteverdi, Purcell und Händel, und u. a. Opern von Rossini, Puccini, Gluck. Sie dirigiert auch regelmäßig Konzerte, u. a. Brittens War Requiem bei den Proms. Sie war außerdem Leiterin der Huddersfield Choral Society.
2003 wurde sie als Commander des Order of the British Empire (CBE) ausgezeichnet und 2021 als Dame Commander des Order of the British Empire (DBE) geadelt. Sie ist Fellow des Royal College of Music und mehrfache Ehrendoktorin. Seit 2011 ist sie Mitglied der Academia Europaea.

## Schriften
- Cavalli. = Francesco Cavalli. Palgrave Macmillan, London 1978, ISBN 0-312-12546-1.
- Mozart's Woman. His family, his friends, his music. MacMillan, London 2005, ISBN 1-4050-2121-7.
- Handel in London: The Making of a Genius. MacMillan, London 2018.